# Kolbudy
Kolbudy (kaszub. Kôlbùdë, niem. Ober Kahlbude) – wieś w Polsce położona w województwie pomorskim, w powiecie gdańskim, siedziba gminy Kolbudy (do końca 2001 pod nazwą gmina Kolbudy Górne) nad Radunią przy drodze wojewódzkiej nr 221 i na trasie nieczynnej linii kolejowej nr 229 Pruszcz Gdański-Żukowo.
Kolbudy są siedzibą gminy, jednostki Ochotniczej Straży Pożarnej oraz klubu sportowego GKS Kolbudy. Obszar sołectwa obejmuje również miejscowość Podwidlino (kaszub. Pòdwidlëno, niem. Podfidlin). Transport publiczny jest obsługiwany przez PKS. Prowadzi tędy Szlak Skarszewski – zielony znakowany szlak turystyczny.

## Historia i zabytki
W latach 1945–1998 miejscowość należała do województwa gdańskiego.
Do 20 grudnia 1998 miejscowość była administracyjnie podzielona na dwie części: Kolbudy Dolne (niem. Unter Kahlbude) i Kolbudy Górne (niem. Ober Kahlbude). Według danych Ramułta (1899) Kolbudy Górne wraz z Podwidlinem, liczyły ogółem 405 mieszkańców, z tego było: 168 katolików Kaszubów, 6 ewangelików Kaszubów, 16 katolików Niemców oraz 215 ewangelików Niemców.
W 2021 kosztem 4,34 mln zł dokonano przebudowy mostu drogowego nad Radunią przy ul. Przemysłowej o długości 27 m, dzięki czemu jego nośność wzrosła z 12 do 40 ton.
W zachodniej części wsi zachowany zabytkowy, pięciokondygnacyjny młyn wodny nad Reknicą z pocz. XX wieku.

## Wspólnoty wyznaniowe
- Kościół rzymskokatolicki:
  - parafia św. Floriana
- Świadkowie Jehowy:
  - zbór Kolbudy (Sala Królestwa ul. Wybickiego 29E)[10]

## Jaz Kolbudy

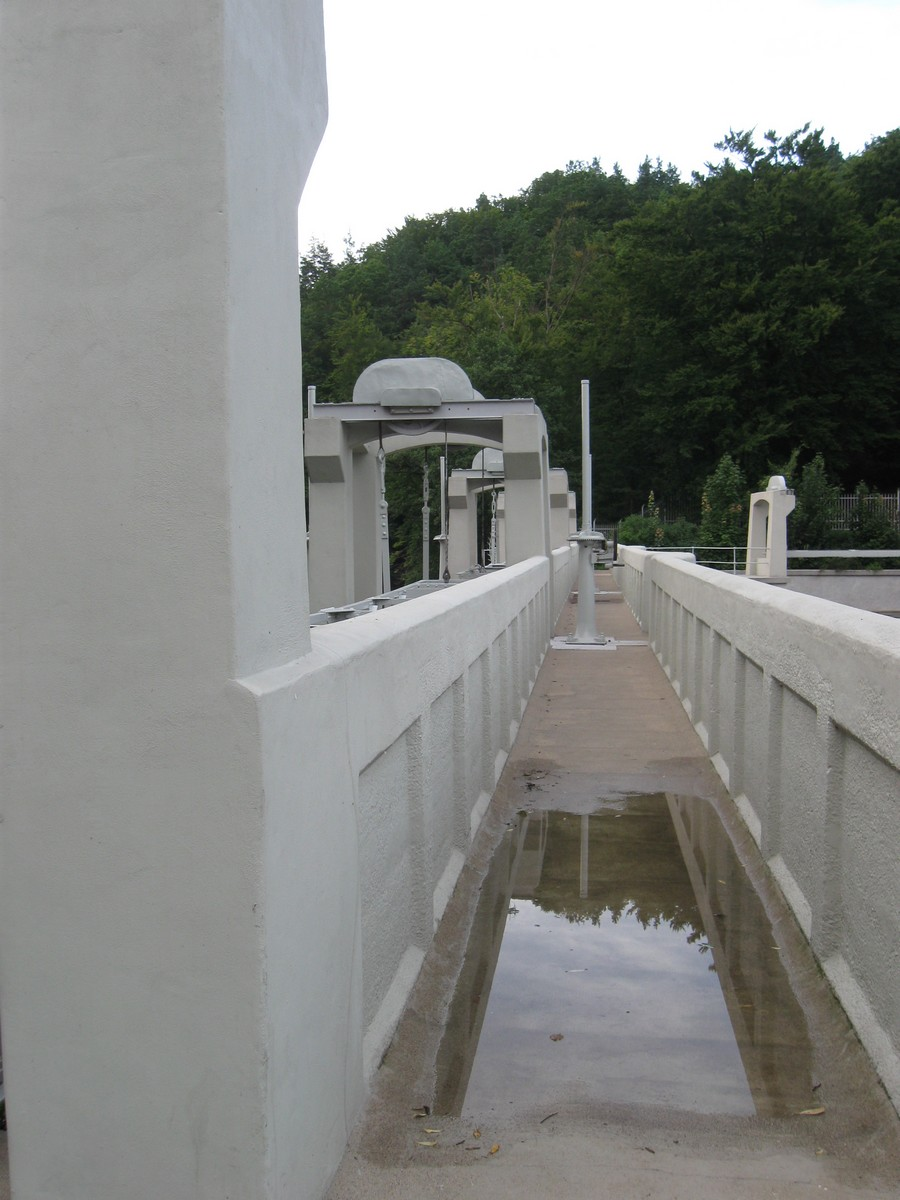
Jaz Kolbudy

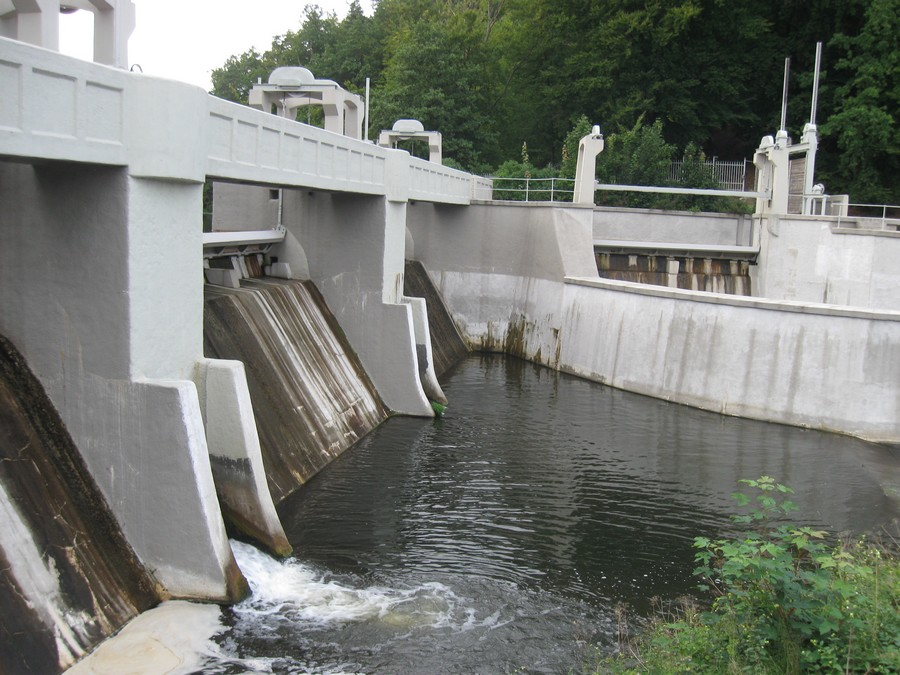
Jaz Kolbudy

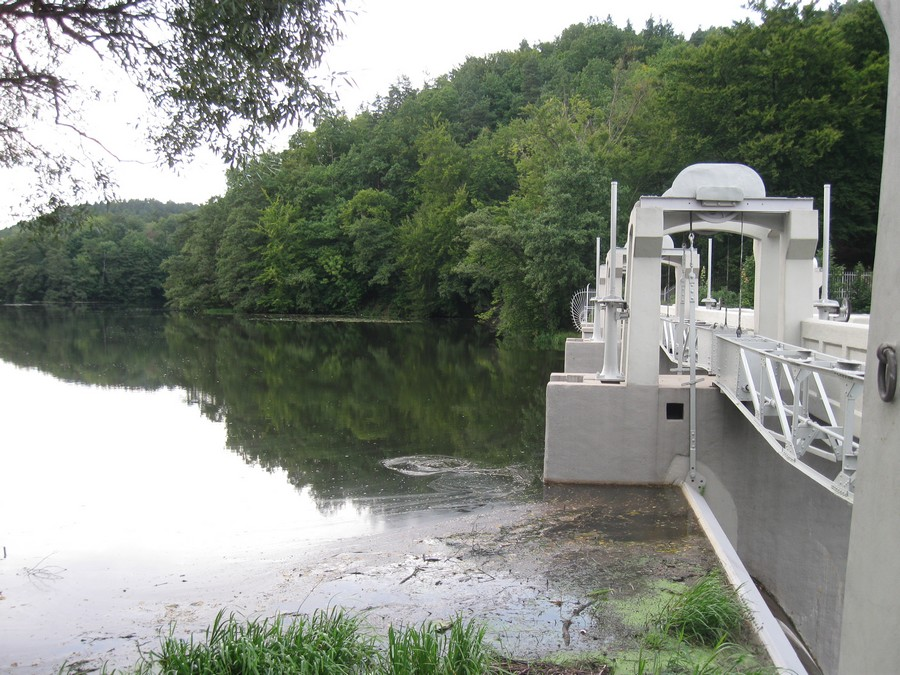
Jaz od strony zalewu

Jaz Kolbudy jest pierwszym i zasadniczym urządzeniem hydrotechnicznym, które pozwala na osiąganie na niewielkiej Raduni tak wysokiej mocy. Jest to jaz o korpusie żelbetonowym, oparty na ściankach szczelnych drewnianych.
W skład jazu wchodzą:
- jaz główny, składający się z trzech przęseł zamykanych klapkami z przeciwwagą,
- jaz boczny, mający jedno przęsło zamykane jak w jazie głównym,
- dwa upusty głębione o wymiarach 1,50x 1,70 m zamykane podwójnie zasuwami drewnianymi o napędzie ręcznym.

Maksymalna przepustowość urządzeń piętrzących 111,35 m³/s. Największy przepływ, 57 m³/s, odnotowano w marcu 1947. Średni przepływ Raduni w przekroju tego jazu wynosi 5,28 m³/s.
Na jazie następuje rozrząd wód Raduni na stare koryto, łączące się poniżej budowli z prawobrzeżnym dopływem Reknicą i na kanał derywacyjny o długości 1350 m, zawieszony na południowo-zachodnim skłonie wzgórza morenowego we wsi Kolbudy.